# Церковь Дио-Падре-Мизерикордиозо
Церковь Дио-Падре-Мизерикордиозо (итал. Dio Padre Misericordioso, Милосердного Бога Отца) или Юбилейная церковь — титулярная церковь и общественный центр в Риме. Время постройки: 1996—2003 гг. Архитектор — Ричард Майер. Церковь обслуживает свыше 8 тыс. жителей района Tor Tre Teste и была призвана «оживить» его жизнь.

## Общие сведения
По заказу архиепископов Рима этот храм был построен на треугольной площадке на границе городского парка в окружении 10-этажных жилых и общественных зданий населением около 30000 жителей.
Площадь
830 м² — помещение церкви 
 1450 м² — помещение общественного центра 
 10 000 м² — прилегающая к сооружению площадь

## Внешний вид и конструкции
Южную сторону церкви украшают три изогнутых стены (в форме сферических сегментов) из сборного железобетона. Архитектор утверждает, что церковь спроектирована так, чтобы свести к минимуму пиковые тепловые нагрузки изнутри. Большая теплоемкость бетона в стенах позволяет в результате контролировать температуру помещений, достигнуть минимального количества температурных прыжков и энергопотребления. Стены также содержат диоксид титана для сохранения белого вида церкви.

## Титулярная церковь
Церковь Дио-Падре-Мизерикордиозо является титулярной церковью, кардиналом-священником с титулом церкви Милосердного Бога Отца со 21 февраля 2001 года, является итальянский кардинал Крешенцио Сепе

## Список литературы
- Meier, R. & Frampton, K. & Rykwert, J. & Holl, S. (2004). Richard Meier Architect. New York: Rozzoli International Publications, Inc.
- Architecture Now! 3